# قایق توپ‌دار ستا
قایق توپ‌دار ستا (به انگلیسی: Japanese gunboat Seta) یک کشتی بود. این کشتی در سال ۱۹۲۲ ساخته شد.